# Hôtel de Brunoy
L’hôtel de Brunoy est un hôtel particulier, aujourd'hui disparu, situé à l'actuel no 45 rue du Faubourg-Saint-Honoré, dans le 8e arrondissement de Paris, en région Île-de-France.
Il est construit à la demande de Françoise-Émilie de Pérusse des Cars, marquise de Brunoy et épouse d'Armand-Louis Pâris de Monmartel (1er marquis de Brunoy et fils de Jean Pâris l'un des quatre frères Pâris, banquiers), par l'architecte Étienne-Louis Boullée, entre 1775 et 1779, et est alors considéré par les contemporains comme le chef-d'œuvre de ce dernier. 
De l'hôtel, détruit en 1930, ne subsiste que l'encadrement de son portail monumental en pierre de taille, donnant sur la rue du Faubourg-Saint-Honoré, au no 45.

## Histoire
Entre 1767 et 1769, le fermier général Étienne-Michel Bouret réalise une importante opération immobilière sur un vaste terrain situé entre le faubourg Saint-Honoré et les Champs-Élysées, dont il fit l'acquisition, en plusieurs transactions, auprès des héritiers de Julien de La Faye. Cette propriété s'étendait entre la rue du Faubourg-Saint-Honoré au nord, les jardins des Champs-Élysées au sud, le Palais de l'Élysée à l'ouest et ce qui est aujourd'hui l'hôtel de Pontalba, et qui était alors l'hôtel de Poyanne, auparavant d'Aguesseau, à l'est.
Le 5 août 1774, Bouret, après avoir divisé ce terrain en six lots, vend l'un d'eux, d'une surface d'environ 910 toises pour 100 000 livres , à la marquise de Brunoy, née Pérusse des Cars.
Ce terrain avait été séparé d'une propriété correspondant aux no 16 à 17 de la rue du Faubourg-Saint-Honoré (actuels no 43 à 47), qui s'étendait jusqu'aux Champs-Élysées, et dépendait d'un lot adjugé à Julien de la Faye sur le Sr Le Bouteux par sentence du tribunal des requêtes de l'Hôtel du 6 juin 1696.
La marquise de Brunoy fait commettre un architecte-bourgeois expert-juré, Pierre Taboureur, aux fins de constater les travaux à faire sur le terrain sur lequel elle envisage de faire bâtir. L'expert dépose son rapport le 9 août 1775. Ce dernier procède également à la réception des travaux le 23 août 1779, en présence de la marquise, « laquelle a déclaré que M. Boullée, architecte du Roi, y présent, a été chargé de la conduite de l'ouvrage ». L'attribution de l'hôtel de Brunoy à Boullée est donc certaine.
L'architecte dépose seize mémoires des travaux « faits sous ses ordres, plans et dessins » qui sont vérifiés en plusieurs vacations pour un total de 197 360 livres non compris ses honoraires. Les mémoires sont signés La Thuille, maître maçon et entrepreneur, Férand, maître charpentier, Gorgu, maître couvreur, Laurens, maître-plombier, Le Bloue et Doré, maîtres serruriers, Langelin, treillageur, Lamelin, maître menuisier, Billonard, maître vitrier, Lecomte, paveur, Malhon, peintre et Cauvet, sculpteur, « collaborateurs habituels de Boullée, en particulier le sculpteur-ornemantiste Gilles-Paul Cauvet décédé le 15 novembre 1788 ». De l'avis des contemporains, cet hôtel est le chef-d'œuvre de Boullée. 
À la Révolution, la marquise de Brunoy, ayant émigré, voit son hôtel confisqué comme bien national, lequel est acquis par le colonel Philippe-Paul de Ségur, en 1810, puis par James Alexander en 1823. Ce dernier le revend dès l'année suivante à son compatriote Alexander Trampton qui le loue, en 1825, à la princesse Catherine Bagration, veuve du général russe Piotr Ivanovitch Bagration, laquelle finit par en faire l'acquisition en 1830. En 1857, après sa mort, ses héritiers vendent l'hôtel au banquier Charles Laffitte, qui le revend deux plus tard, à la princesse de Butera-Radali.
En 1878, les fils de cette dernière, le vendent au financier Eugène Pereire. À cette époque, l'hôtel est encore intactet, pour y installer sa résidence, le nouvel acquéreur lui fait alors subir des transformations qui le dénaturent complètement : destruction du portique et de la toiture monumentale, surélévation d'un étage et couverture en combles mansardés, création d'un jardin d'hiver métallique sur la cour. Transformé en hôpital militaire pendant la Première Guerre mondiale il est ensuite laissé à l'abandon. Racheté par une société immobilière contrôlée par le baron Edmond de Rothschild, il est rasé en 1930.
Le baron envisage alors de construire, sur son emplacement, un immeuble de rapport à destination de bureaux ou d'appartements mais ce projet n'est pas mis à exécution avant sa mort en 1934 et son fils, le baron Maurice de Rothschild, l'ajourne car il souhaite alors, agrandir l'hôtel de Pontalba, voisin, d'une très longue aile en retour d'équerre sur le jardin.
Il fait toutefois construire, sur la rue du Faubourg-Saint-Honoré, au dessus de l'ancienne porte cochère, seul vestige encore visible aujourd'hui, un étroit immeuble portant le no 45.
Aujourd'hui , une partie du terrain est incorporée dans le parc de l'hôtel de Pontalba, tandis que l'autre, avec accès sur l'avenue Gabriel, sert de parking.

## Architecture

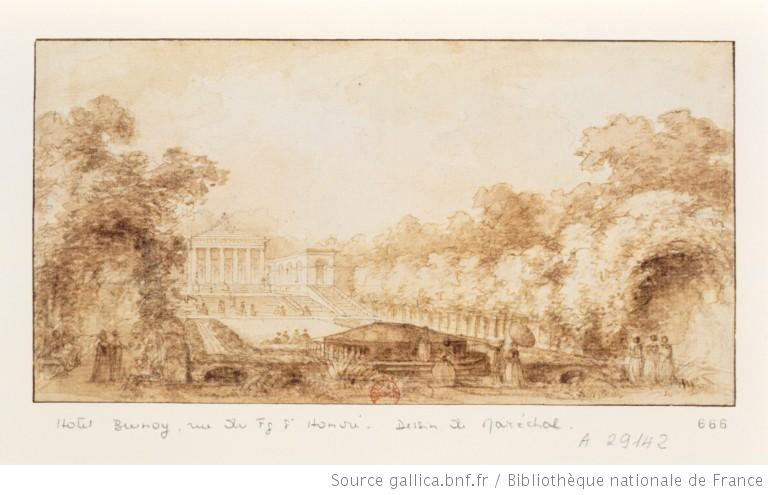
Hôtel de Brunoy. Dessin à la plume et lavis à l'encre brune par Jean-Baptiste Maréchal. Paris, Bibliothèque nationale de France, ancienne collection Destailleur.

L'hôtel de Brunoy se trouve en cœur d'îlot. On y accède par une porte cochère s'ouvrant à l'emplacement de l'actuel no 45 de la rue du Faubourg-Saint-Honoré, donnant sur une allée de marronniers prise entre les hôtels d'Andlau et de Sabran et conduisant à la cour d'honneur après avoir laissé sur la gauche la basse-cour, bordée par les écuries.
Dans la cour d'honneur en hémicycle, côté Faubourg-Saint-Honoré, les remises sont abritées dans un bâtiment en arc-de-cercle à un étage en mansarde. Les entrées du corps de logis principal se font latéralement dans les ailes basses, à gauche pour l'escalier principal avec son vestibule et à droite pour l'escalier de service, desservant les offices en sous-sol.
Le corps de logis, double en profondeur, comprend six pièces communicantes, sans couloir : un salon, deux antichambres, un cabinet de toilette avec garde-robe et lieux à l'anglaise dans l'aile en retour sur la cour, une chambre à coucher avec boudoir et bibliothèque à la suite dans l'aile sur le jardin, une salle à manger s'ouvrant sur une salle de bains et un jardin d'hiver dans l'aile symétrique.
Le premier étage est en réalité un demi-étage, occupé sur la cour par les petits appartements, et sur le jardin par le volume du grand salon voûté à l'italienne. Sur le jardin, l'élévation est réduite à un étage noble en rez-de-chaussée, percé de cinq portes-fenêtres en plein-cintre surmontées d'une frise en bas-relief aveuglant l'espace du premier étage.

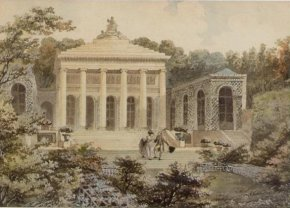
Hôtel de Brunoy. Noter la couverture en treillage des ailes basses en retour sur le jardin. Aquarelle gouachée par Jean-Baptiste Maréchal. Brunoy, musée municipal.

Les deux ailes basses sur le jardin, également percées de portes-fenêtres en plein-cintre et couvertes de treillage pour se fondre avec la végétation du jardin, viennent buter en retour d'équerre contre la masse du corps de logis dont la dernière travée est plus basse et de même hauteur que les ailes.
En résulte un effet d'isolation majestueuse du principal corps de logis, renforcé par un portique de six colonnes d'ordre ionique surmonté d'une toiture en gradins sommée d'un groupe sculpté par François-Joseph Duret, sculpteur souvent associé à Boullée, représentant une figure de Flore accompagnée de deux enfants tenant des guirlandes de fleurs.

« Nul doute que la sacralisation de la demeure, dont l'hôtel de Brunoy donne l'exemple le plus accompli, procède au moins indirectement de Palladio. Mais la réussite tient ici au fait que Boullée a su être également palladien et français. En effet, ce grand temple à portique, sans étage, couronné comme le mausolée d'Halicarnasse, est construit sur le plan de l'hôtel entre cour et jardin. Ce temple est un Janus bifront. Du côté de la rue Saint-Honoré, il a l'apparence de l'hôtel français, et même d'un hôtel exemplaire puisqu'il est en cœur d'îlot pour renforcer la tranquillité du lieu comme le recommandent les traités. En revanche, le jardin, qui est traditionnellement le fond du gîte, son creux le plus intime, est ici ouvert sur la promenade des Champs-Élysées d'où l'on voit le frontispice du temple. Cependant la nouveauté de ce tableau est relative. L'hôtel à logis sur les quais, pour jouir de la vue du fleuve, s'est développé à Paris au XVIIe siècle. Au XVIIIe siècle, les logis sont sur les boulevards pour profiter de la verdure des promenades ; on y sacrifie d'autant plus volontiers l'intimité que la mode est de donner aux maisons l'apparence d'édifices publics. »

— Jean-Marie Pérouse de Montclos, « Hôtel de Brunoy », Rue du Faubourg-Saint-Honoré
L'ingéniosité de l'architecte s'est également déployée dans le jardin, où il a su tirer parti d'une parcelle étroite et resserrée entre les murs de clôture des hôtels mitoyens. « L'on ne pouvait sans en obstruer la vue y planter une allée de grands arbres. L'architecte y a très ingénieusement suppléé par deux allées creusées à quelques pieds de profondeur et couvertes d'un berceau qui n'excède pas la hauteur du sol ; elles aboutissent à un salon de verdure à l'autre bout du jardin. Par ce moyen, la vue se porte sans obstacle de l'intérieur de l'appartement jusqu'aux Champs-Élysées qui, séparés de cette habitation par un simple fossé, semblent ne former qu'une seule promenade. »
La décoration intérieure de l'hôtel de Brunoy n'est pas connue précisément. Seul le grand salon est représenté par Krafft et Ransonnette et décrit par Legrand et Landon : plan carré, pilastres ioniques, triplets de glaces et de baies en plein cintre, frise ornée de rinceaux, puissante voussure couverte d'un sujet peint par Vincent, sans doute François-André Vincent.

## Dans la littérature
L'hôtel est mentionné dans l'ouvrage de Jacques-Guillaume Legrand et Charles-Paul Landon Description de Paris et de ses édifices, dans celui de Luc-Vincent Thiéry, dans la Nouvelle description des curiosités de Paris de Jacques-Antoine Dulaure (1785), dans l’État actuel de Paris, ou le Provincial à Paris de Watin fils (1788), dans Le Cicerone Parisien de Nicolas-Amable-Germain Debray (1810)  ; il a été gravé dans le recueil de Krafft et Ransonnette (1770-1800).

## Images

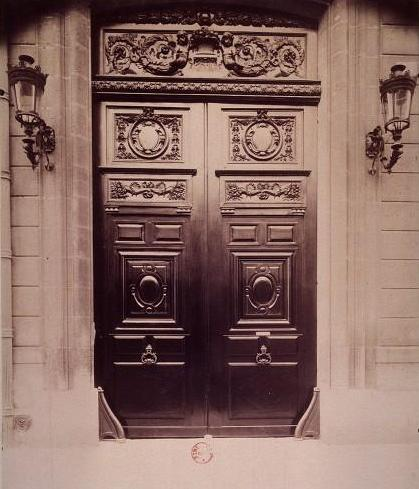
Portail du n° 45, rue du Faubourg-Saint-Honoré. Eugène Atget, 1905. Paris, Bibliothèque nationale de France.
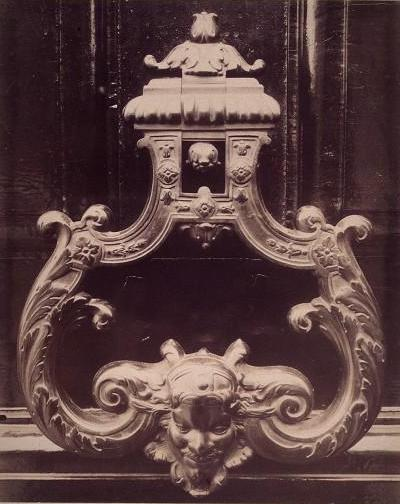
Heurtoir de porte du n° 45, rue du Faubourg-Saint-Honoré. Eugène Atget, 1907-1908. Paris, Bibliothèque nationale de France.

### Sources
- Alfred Détrez, Le faubourg Saint-Honoré : De Louis XIV au Second Empire, Paris, Henri Lefebvre, 1953, 413 p., in-8°
- Jacques Hillairet, Dictionnaire historique des rues de Paris, Paris, Éditions de Minuit, 1991, 9e éd. (1re éd. 1960), 795 et 788 p., 2 vol. (ISBN 978-2-7073-1054-5)
- Jean-Marie Pérouse de Montclos in : Béatrice de Andia (dir.) et Dominique Fernandès (dir.), Rue du Faubourg-Saint-Honoré, Paris, Délégation à l'action artistique de la ville de Paris, 1994, 430 p. (ISBN 978-2-905118-49-3), chap. 45 (« Hôtel de Brunoy »), p. 165-167